# Docteurs en folie
Docteurs en folie (Doctors in the house) est une série télévisée britannique diffusée du 12 juillet 1969 au 3 juillet 1970 sur le réseau London Weekend Television. 
En France, les saisons 1 et 2 ont été diffusées du 25 juin 1990 à août 1990 dans Les Comédies de La 5 sur La Cinq. 

## Historique
La série est l'adaptation télévisée d'une série de films de cinéma Doctors in the house, qui étaient basés sur les livres de  Richard Gordon, sur les mésaventures d'un groupe d'étudiants en médecine - et leurs mésaventures plus tard en tant que médecins.

## Synopsis
L'intrigue tourne autour des essais des étudiants en médecine à l' hôpital St Swithin de Londres.

## Distribution
- Barry Evans - Michael A. Upton
- Robin Nedwell - Duncan Waring
- Geoffrey Davies - Dick Stuart-Clark
- George Layton - Paul Collier
- Simon Cuff - Dave Briddock
- Yutte Stensgaard - Helga, la petite amie de Dave
- Martin Shaw - Huw Evans (Séries 1)
- Jonathan Lynn - Daniel Hooley (Séries 2)
- Ernest Clark - Professeur Geoffrey Loftus
- Ralph Michael - The Dean
- Joan Benham - Madame Loftus
- Peter Bathurst - Dr Upton, le père de Michael

## Épisodes

### Saison 1(1969)
1. titre français inconnu (Why Do You Want to Be a Doctor?)
2. titre français inconnu (Settling In)
3. titre français inconnu (It's All Go...)
4. titre français inconnu (Peace and Quiet)
5. titre français inconnu (The Students Are Revolting!)
6. titre français inconnu (Rallying Round...)
7. titre français inconnu (If in Doubt - Cut It Out!)
8. titre français inconnu (The War of the Mascots)
9. titre français inconnu (Getting the Bird)
10. titre français inconnu (The Rocky Mountain Spotted Fever Casino)
11. titre français inconnu (Keep It Clean!)
12. titre français inconnu (All for Love....)
13. titre français inconnu (Pass or Fail)